# Mieste
Mieste is een plaats en voormalige gemeente in de Duitse deelstaat Saksen-Anhalt en maakt deel uit van de gemeente Gardelegen in de Landkreis Altmarkkreis Salzwedel.
Mieste telde 1.904 inwoners per 2 januari 2022. Mieste heeft binnen de gemeente Gardelegen de status van Ortschaft, waartoe ook het aangrenzende dorpje Wernitz behoort.  Wernitz had per 2 januari 2022 214 inwoners. 
Mieste ligt 14 km ten westen van de stad Gardelegen aan de Bundesstraße 188.
Mieste heeft een stationnetje aan de spoorlijn Berlijn - Lehrte. Hier heeft eind april 1945 een trein met daarin meer dan duizend opeengepakte gevangenen uit nazi-concentratiekampen stilgestaan, alvorens de mensen daarin na een dodenmars in de veldschuur bij Gardelegen een gruwelijke dood stierven. Zie verder onder: Gardelegen#Massamoord van Gardelegen.
Het dorp ligt dicht bij een uitgestrekt laagveengebied met de naam Drömling. In de 18e eeuw, ten tijde van koning Frederik II van Pruisen, werd dit gebied ontgonnen, en er ontstonden talrijke boerengehuchten, die in deze streek Kolonien genoemd werden. Een wat grotere Kolonie is Breiteiche ten zuiden van Mieste.

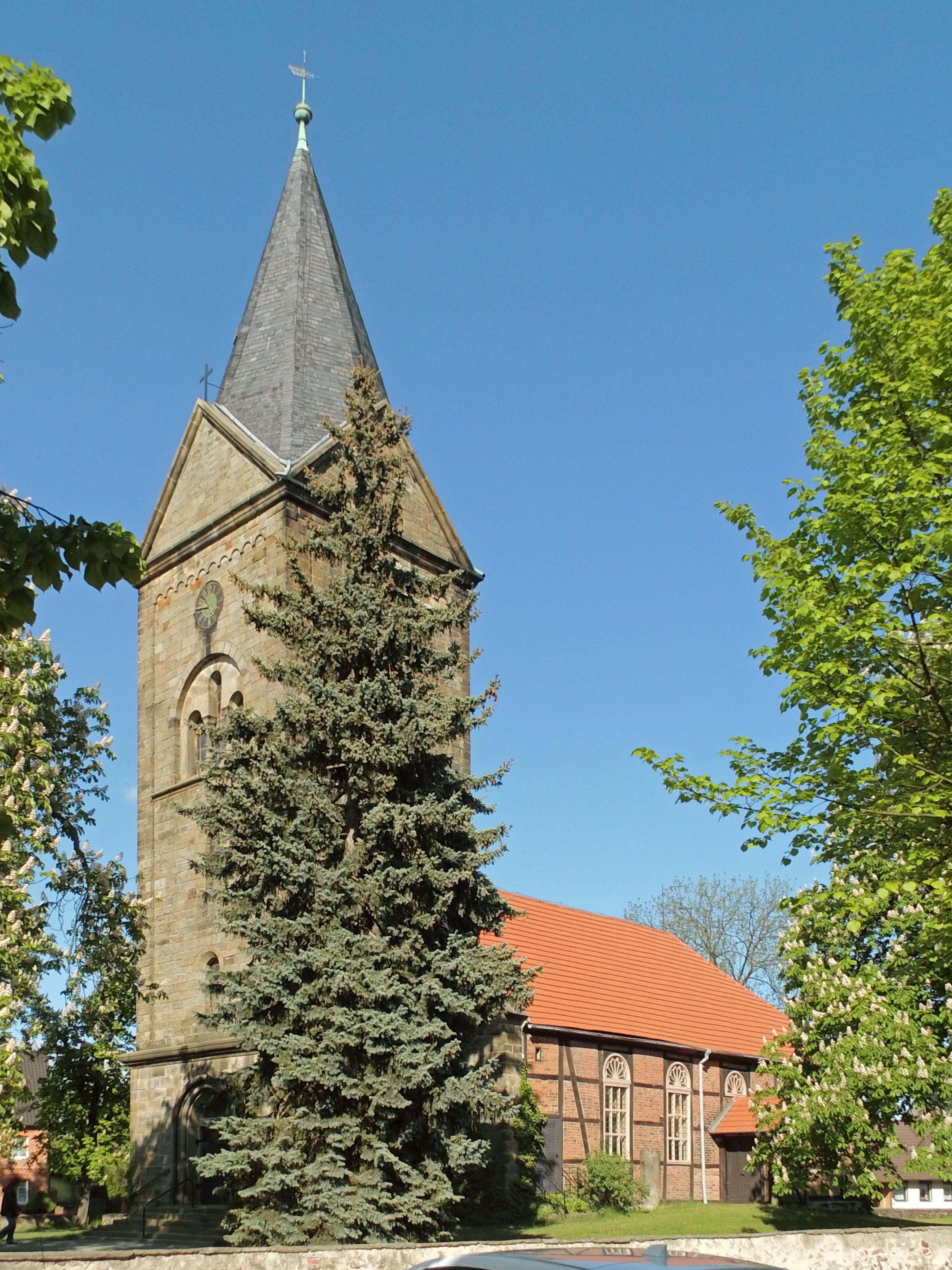
Evang.-lutherse dorpskerk, Mieste (toren uit 1884)
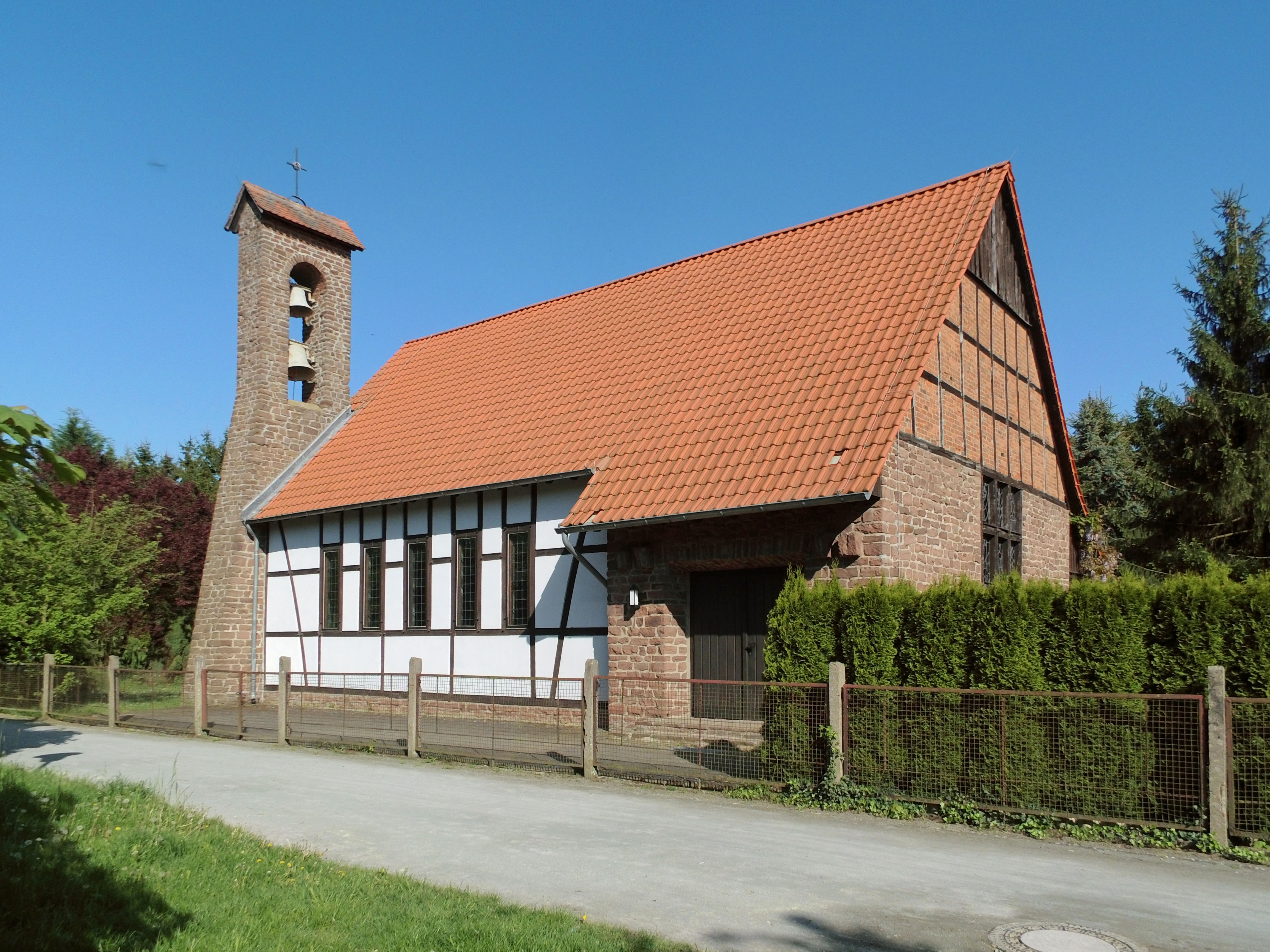
Rooms-katholieke St.-Elisabethkerk (1959)
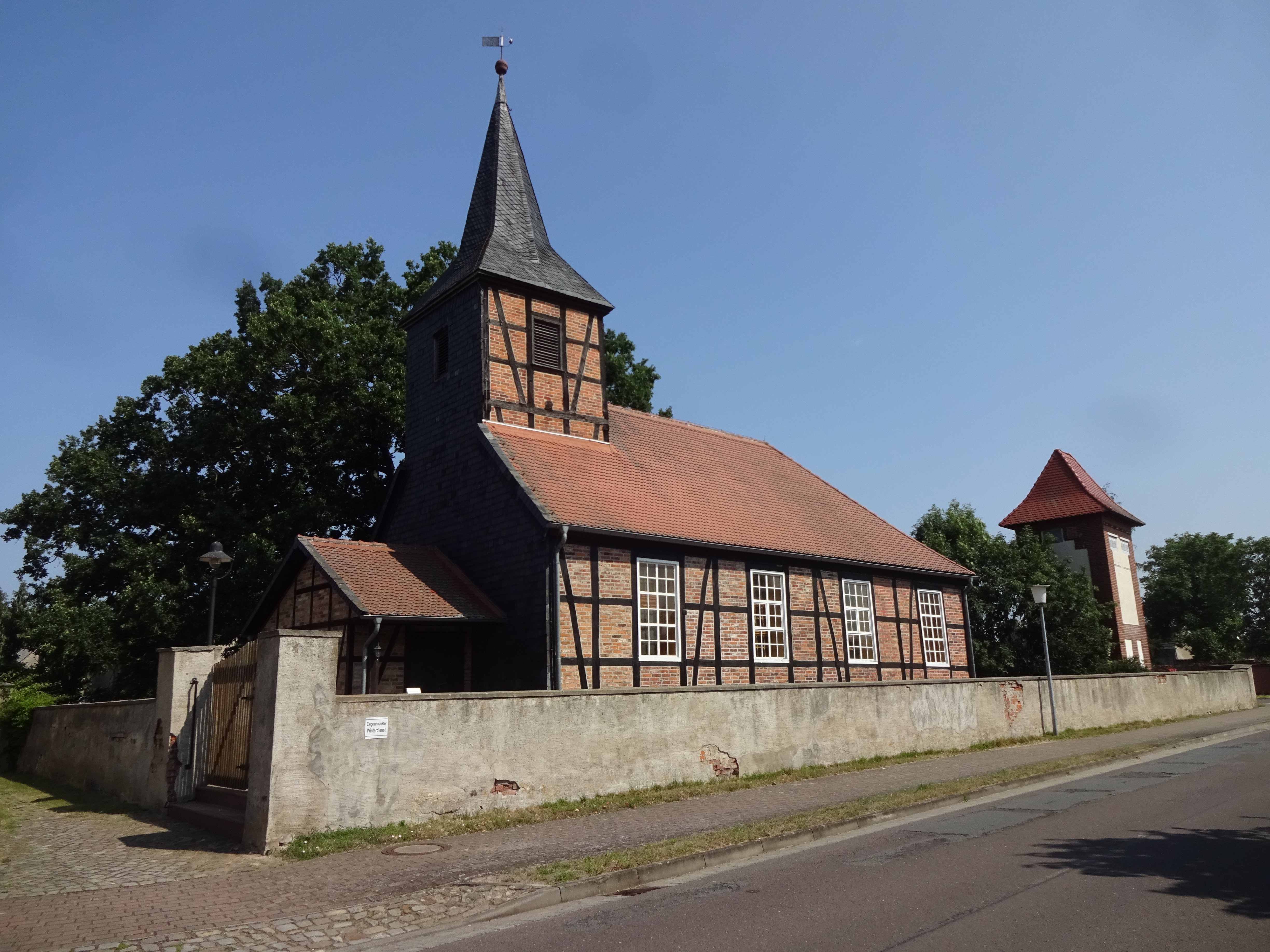
Evangelisch-lutherse kerk in  Wernitz

Algenstedt · Berge · Breitenfeld · Dannefeld · Estedt · Gardelegen Stadt · Hemstedt · Hottendorf · Jävenitz · Jeggau · Jerchel · Jeseritz · Kassieck · Kloster Neuendorf · Köckte · Letzlingen · Lindstedt · Mieste · Miesterhorst · Peckfitz · Potzehne · Roxförde · Sachau · Schenkenhorst · Seethen · Sichau · Solpke · Trüstedt · Wannefeld · Wiepke · Zichtau